# إشراف كشروت في أمريكا

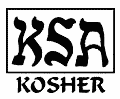
الأطعمة المعتمدة من إشراف كشروت في أمريكا تحمل هذا الشعار.

إشراف كشروت في أمريكا (بالإنجليزية: Kosher Supervision of America) هي منظمة غير هادفة للربح من كشروت مقرها في لوس أنجلوس، كاليفورنيا, الولايات المتحدة والتي تم اعتمادها للعمل اعتبارًا من 31 يناير 1996. والغرض الأساسي منه هو التصديق على أن الطعام كوشير. مدير كاشروس هو الحاخام بنيومين لشبونة.

## روابط خارجية
- موقع رسمي
- سجل وزير خارجية ولاية كاليفورنيا